# Platensina zodiacalis
Platensina zodiacalis es una especie de insecto del género Platensina de la familia Tephritidae del orden Diptera.

## Historia
Mario Bezzi la describió científicamente por primera vez en el año 1913.